# 내 사랑 사이보그 3
《내 사랑 사이보그 3》(Still Not Quite Human)는 미국에서 제작된 에릭 루크 감독의 1992년 코미디, 가족 텔레비전 영화이다. 내 사랑 사이보그 소설을 기반으로 한 시리즈 가운데 3번째 영화 작품이자 마지막 영화 작품이다. 카밴 커닝햄 등이 주연으로 출연하였고 제임스 마겔로스 등이 제작에 참여하였다.

## 출연

### 주연
- 카밴 커닝햄
- 프란시스 플래너건
- 기네스 하비

### 조연
- 데이빗 헤이
- 캐롤 만
- 쉴라 메길
- 로버트 멧칼프
- 스티븐 E. 밀러

## 기타
- 원작자: 세스 맥이보이
- 미술: 마크 S. 프리본
- 의상: 래리 S. 웰스
- 인물: 케빈 오스본